# Exorista wangi
Exorista wangi là một loài ruồi trong họ Tachinidae.